# Wadeberg
Wadeberg – wzgórze, mieszczące kompleks skoczni narciarskich w Oberhofie (Niemcy). W jego skład wchodzą skocznia średnia Wadebergschanze (K66) oraz mniejsze obiekty K48, K34 i K13. Częścią kompleksu była również skocznia normalna Thüringenschanzeⓘ, wyburzona w 1986.

## Historia
Pierwsza skocznia na Wadebergu powstała w 1908, a w 1928 otwarto Thüringenschanze. Przed II wojną światową na skoczni organizowano mistrzostwa Niemiec, a po niej mistrzostwa NRD. Na początku lat 50. cały kompleks przebudowano. Wybudowana wtedy Wadebergschanze (nosząca jeszcze nazwę Jugendschanze) w 1954 była pierwszą na świecie skocznią wyposażoną w igelit. W 1986 zdemontowano wieżę najazdową największej skoczni.

## Parametry skoczni K82
- Punkt konstrukcyjny: 82 m
- Długość rozbiegu: 97 m
- Nachylenie progu: 6.5°
- Wysokość progu: 4.3 m
- Nachylenie zeskoku: 30°
- Średnia prędkość na rozbiegu: ok. 85 km/h

## Galeria

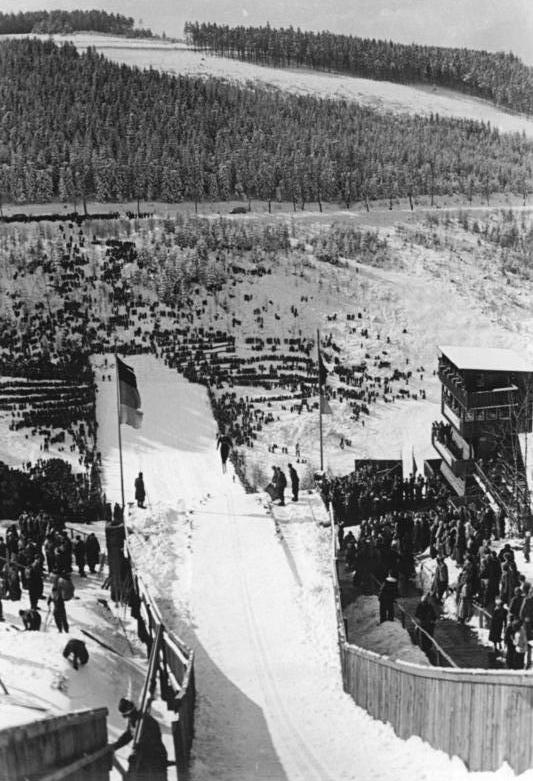
widok z belki w roku 1954
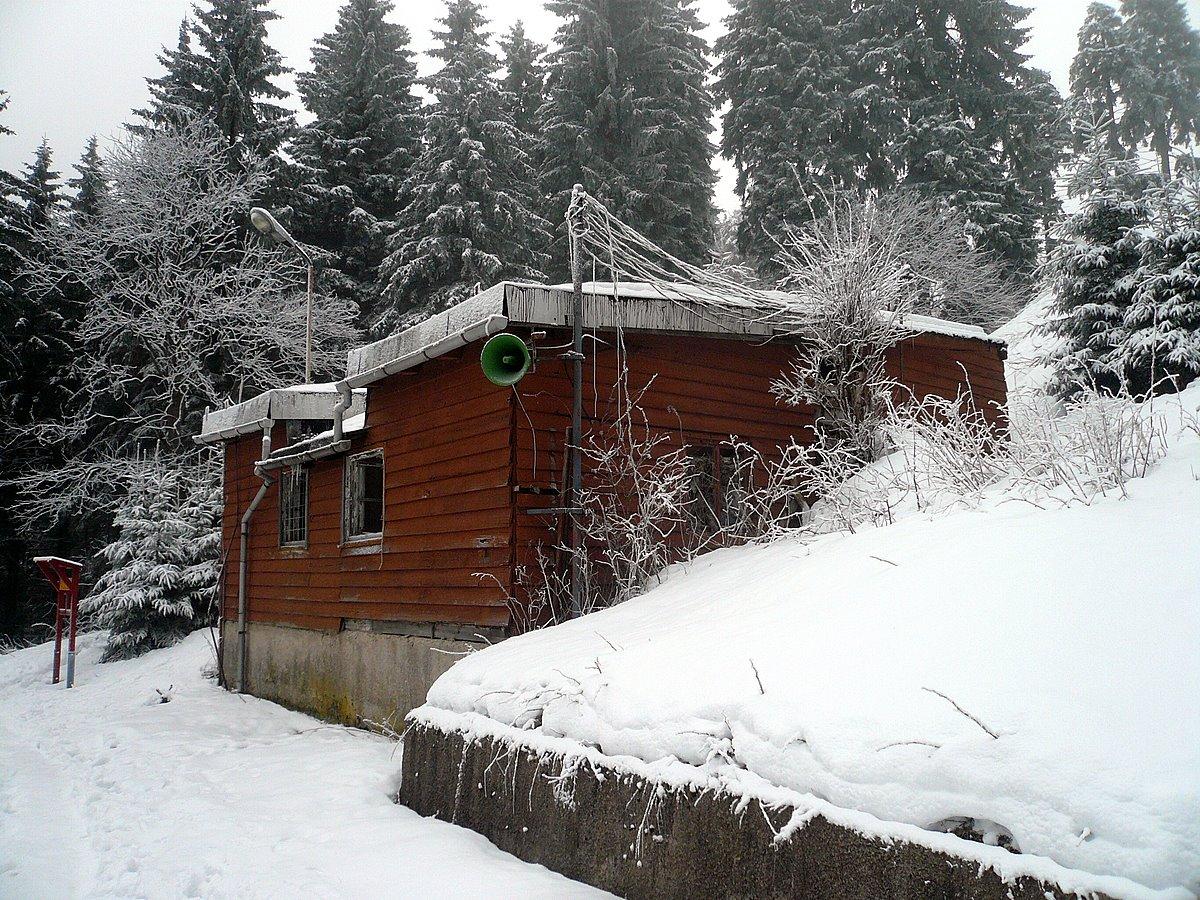
próg w roku 2008
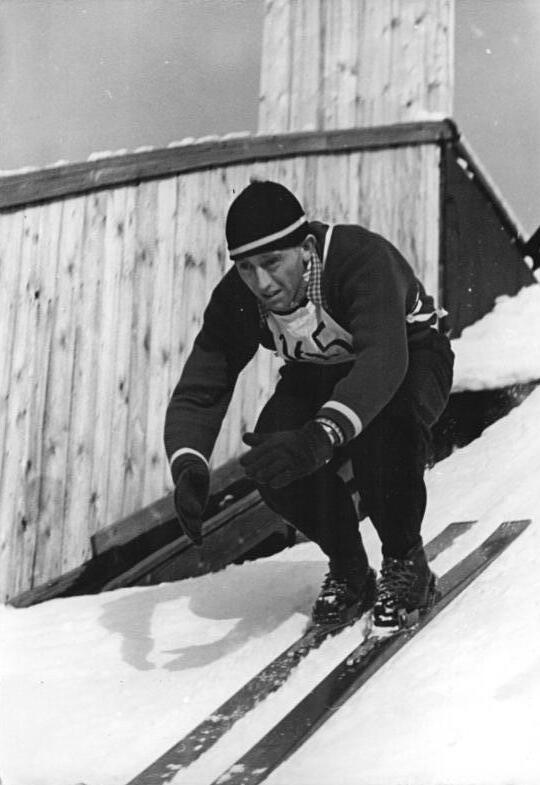
Werner Kaden (ASK Vorwärts Oberhof) na rozbiegu w roku 1954